# Baranello
Baranello é uma comuna italiana da região do Molise, província de Campobasso, com cerca de 2.636 habitantes. Estende-se por uma área de 24 km², tendo uma densidade populacional de 110 hab/km². Faz fronteira com Busso, Colle d'Anchise, Spinete, Vinchiaturo.

## Demografia
| Variação demográfica do município entre 1861 e 2011                               |
|                                                                                   |
| Fonte: Istituto Nazionale di Statistica (ISTAT) - Elaboração gráfica da Wikipedia |

## Websites
- Baranello website